# Stilpnolepis
Stilpnolepis là một chi thực vật có hoa trong họ Cúc (Asteraceae).

## Loài
Chi Stilpnolepis gồm các loài: